# 몬트 마크햄

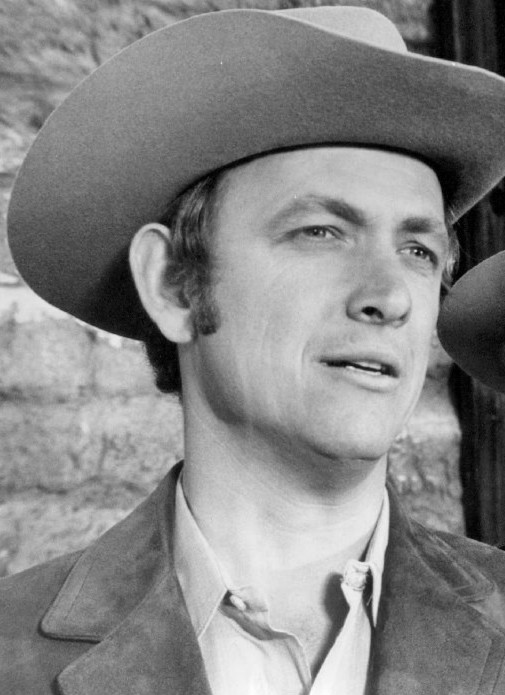

몬티 마컴(Monte Markham, 1935년 6월 21일 ~ )은 미국의 텔레비전 배우, 배우, 연극 배우, 영화배우이다.
매너티군에서 태어났다.

## 방송
- 청춘 할아버지

## 영화
- 나를 찾아봐 (2015년)
- 라이프 파트너스 (2014년) - 켄 역
- 스페이스 사무라이: 오아시스 (2014년)
- 곤 (2013년)
- 11 세컨즈 (2013년)
- 피얼러스 (2013년)
- 컨디션 (2012년)
- 뮤직 하이 (2012년)
- 애들이 줄었어요: TV 쇼 (1997년)
- 피라나 (1995년) - 란돌프 역
- 그레이스 언더 파이어 (1993년)
- 네온 시티 (1991년)
- SOS 해상 구조대 (1989년)
- 디펜스 플레이 (1988년)
- 핫 퍼슈트 (1987년)
- 제이크 스피드 (1986년)
- 호텔 - 시리즈 (1983년)
- 바다의 소년 잭 (1982년)
- 더 폴 가이 (1981년)
- 꿈꾸는 낙원 (1978년)
- 달라스 (1978년)
- 사랑의 유람선 (1977년)
- 에어포트 77 (1977년)
- 미드웨이 (1976년)
- 여형사 페페 (1974년)
- 6백만 달러의 사나이 - TV 시리즈 (1974년)
- 온 이즈 어 론리 넘버 (1972년)
- 닥터 게논 (1969년)
- 황야의 7인 2 (1969년)
- 하와이 5-0수사대 (1968년)
- 프로젝트 X (1968년)
- 청춘 할아버지 (1967년)
- OK 목장의 결투 2 (1967년)
- 제5전선 (1966년)
- FBI (1965년)
- 디즈니랜드 (1954년)